# Sabine Tröger
Sabine Tröger (Beč, Austrija, 7. lipnja 1967.) je bivša austrijska sprinterica. U razdoblju od 1989. do 1994. bila je šesterostruka nacionalna prvakinja na 100 i 200 m a 1991. i 1992. godine na 400 m. Također, tu su i uspjesi u dvoranskim utrkama na 60 m.
Najveće uspjehe karijere ostvarila je na europskim prvenstvima 1989. u Haagu i 1992. u Genovi kada je osvojila bronce u utrkama na 200 metara. Svoju zemlju predstavljala je na Olimpijadi u Barceloni na 100 i 200 m.
2020. godine kandidirala se za gradsko vijeće Korneuburga kao kandidatkinja ÖVP-a.

## Vanjske poveznice
- Profil atletičarke na World athletics.org